# 才溪镇
才溪镇是中国福建省龙岩市上杭县下辖的一个镇。

## 歷史
1933年，毛泽东第三次来到才溪乡，进行社会调查，并写下著作《才溪乡调查》。

## 行政区划
才溪镇共辖14个行政村，分别是：
才民村、溪北村、岭和村、中兴村、溪东村、溪西村、下才村、才溪村、曾坑村、大贵村、下王村、陈坑村、荣石村、黄竹村。